# Таштімерово
Таштіме́рово (рос. Таштимерово, башк. Таштимер) — присілок у складі Абзеліловського району Башкортостану, Росія. Входить до складу Таштімеровської сільської ради.
Населення — 382 особи (2010; 381 в 2002).
Національний склад:
- башкири — 97%